# Dracontium gigas
Dracontium gigas är en kallaväxtart som först beskrevs av Berthold Carl Seemann, och fick sitt nu gällande namn av Adolf Engler. Dracontium gigas ingår i släktet Dracontium och familjen kallaväxter. Inga underarter finns listade.

## Bildgalleri

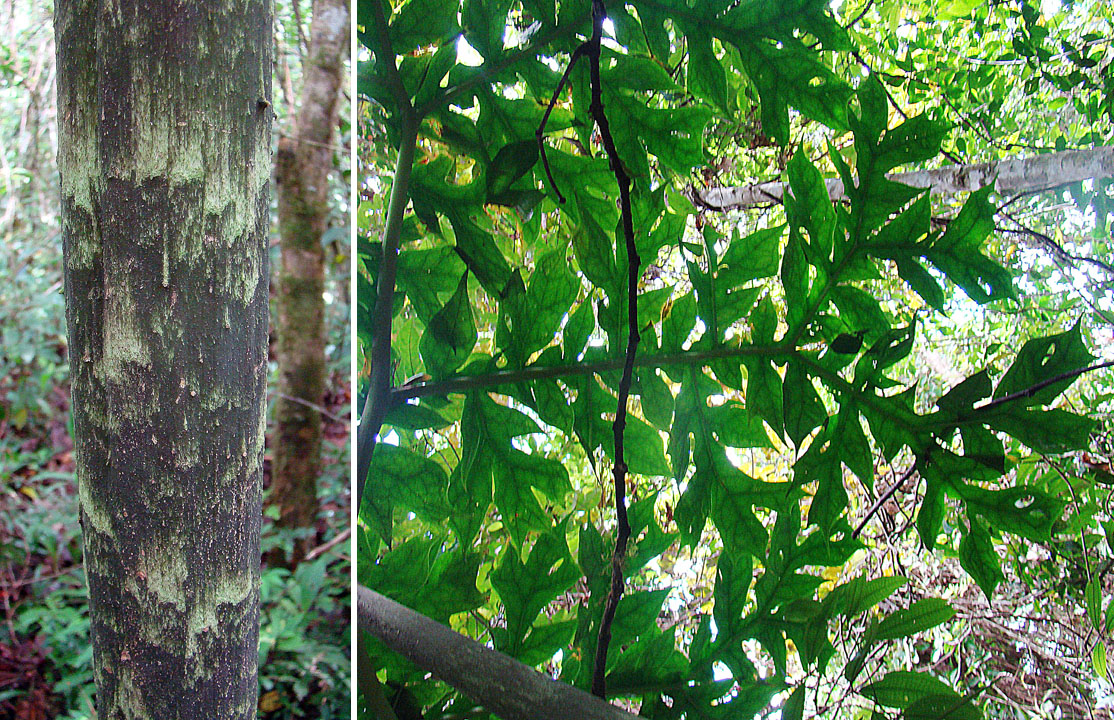